# Glups!
Glups! és una comèdia musical de la companyia catalana Dagoll Dagom inspirada en les tires còmiques del dibuixant francès Gérard Lauzier. Fou estrenada el 28 de juliol de 1983 al Teatre Municipal de Girona i va suposar el salt definitiu del grup cap al gènere musical gràcies a l'aportació de Joan Vives. L'escenografia fou obra d'Isidre Prunés i Montse Amenós i García, qui ja també havien fet l'escenografia d'Antaviana. L'agost de 1983 fou representada en el tancament dels espectacles del Teatre Grec 1983. El febrer de 1984 fou estrenada en castellà al Teatre de la Comedia de Madrid.

## Argument
Es tracta d'un espectacle divertit i agre fet a base de "retalls" que representen les misèries humanes que no han canviat en la societat actual. Els seus personatges es veuen com les restes d'un naufragi que han perdut el darrer tren, i que tot i que són farts de tot els fa por canviar.

## Repartiment
- Mercè Arànega...	Elena / Cristina / Lola / Feminista 3 / Ballarina
- Ricard Borràs	...	Crític / Comissari / Boby / Islàmic / Socialista
- Joan Lluís Bozzo…	Bamilongo / Policia / Marc / Pera
- Anna Rosa Cisquella
- Xus Estruch	...	Bamilonga / Maître / Àvia / La progre / Feminista2
- Pep Molina...	Cambrer / Corto Maltés / Fill / Tiet Elies / El Progre / Transvestit
- Miquel Periel...	Alfred / Tonio / Enric / Rus / Ballarí / Jubilat
- Ferran Rañé...	Angelito / Aprenent / Pare / Avi / Traductor / Coronel / Ballarí (as Ferran Rañe)
- Fina Rius
- Teresa Vallicrosa...	Natàlia / Alícia / Comunista / Feminista 4

## Cançons
1. Historietes (Joan Ll. Bozzo) - 5:53
2. Glups! (J. Vives) - 3:53
3. Rumba per un comissari difunt (Joan Ll. Bozzo) - 2:23
4. El Corto Maltés (Joan Ll. Bozzo) - 6:03
5. Mediocritat (J. Vives) - 2:34
6. Llavor generosa (Joan Ll. Bozzo) - 1:15
7. Els joves d'avui (Joan Ll. Bozzo) - 3:44
8. Hot Club (Joan Ll. Bozzo) - 1:36
9. Les feministes (Joan Ll. Bozzo) - 9:37
10. Travesti (Joan Ll. Bozzo) - 2:01
11. Natàlia i seducció (Joan Ll. Bozzo) - 4:01
12. El pas dels anys (Joan Ll. Bozzo) - 3:51
13. Final ‘puteòsic’  (Joan Ll. Bozzo) - 4:23